# Bắp chuối mỏ dài
Bắp chuối mỏ dài (tên khoa học: Arachnothera longirostra) là một loài chim trong họ Nectariniidae.

## Hình ảnh

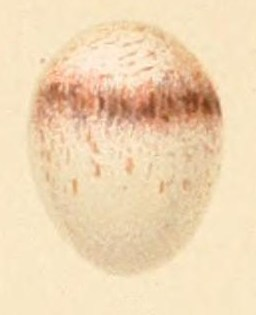
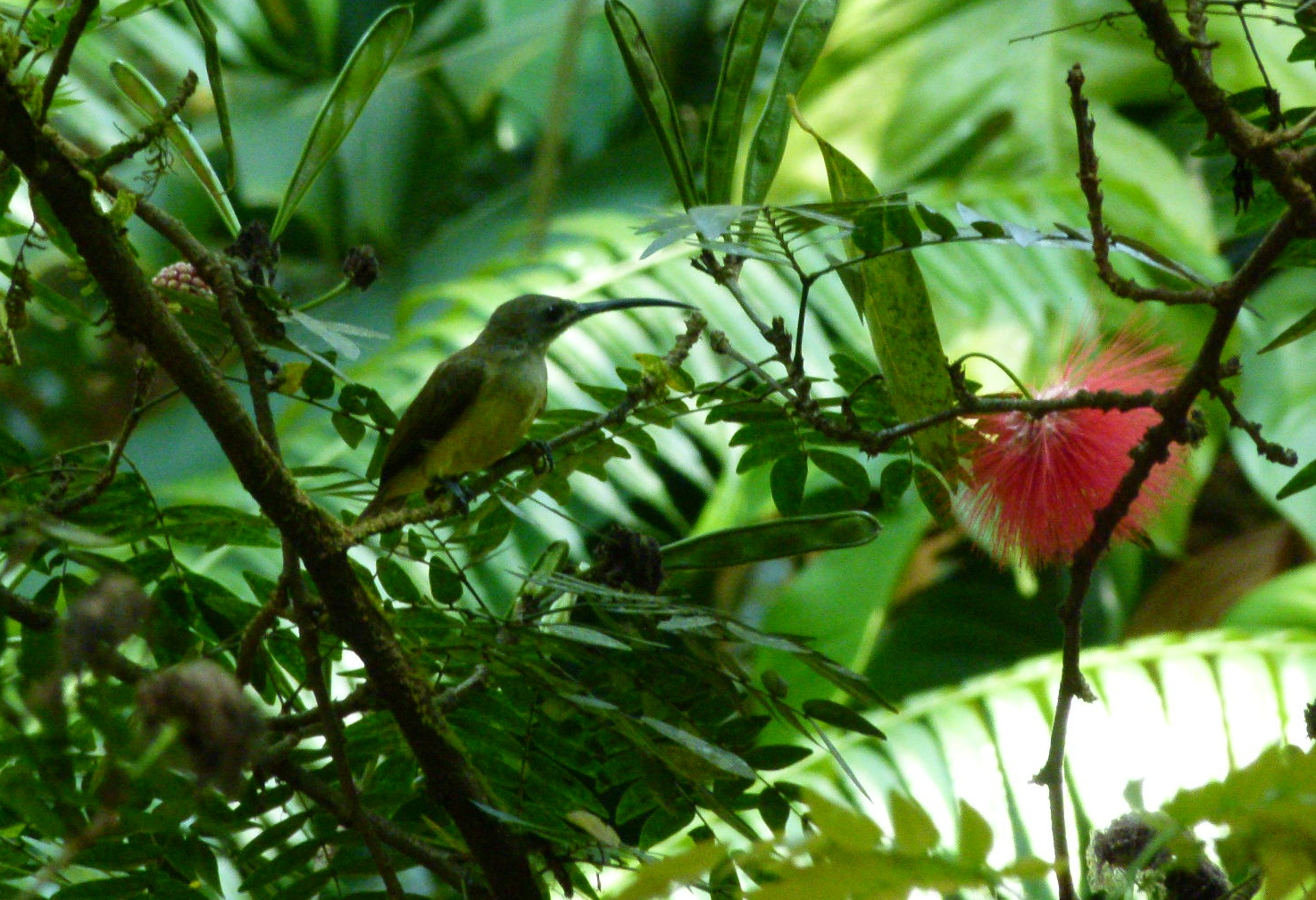
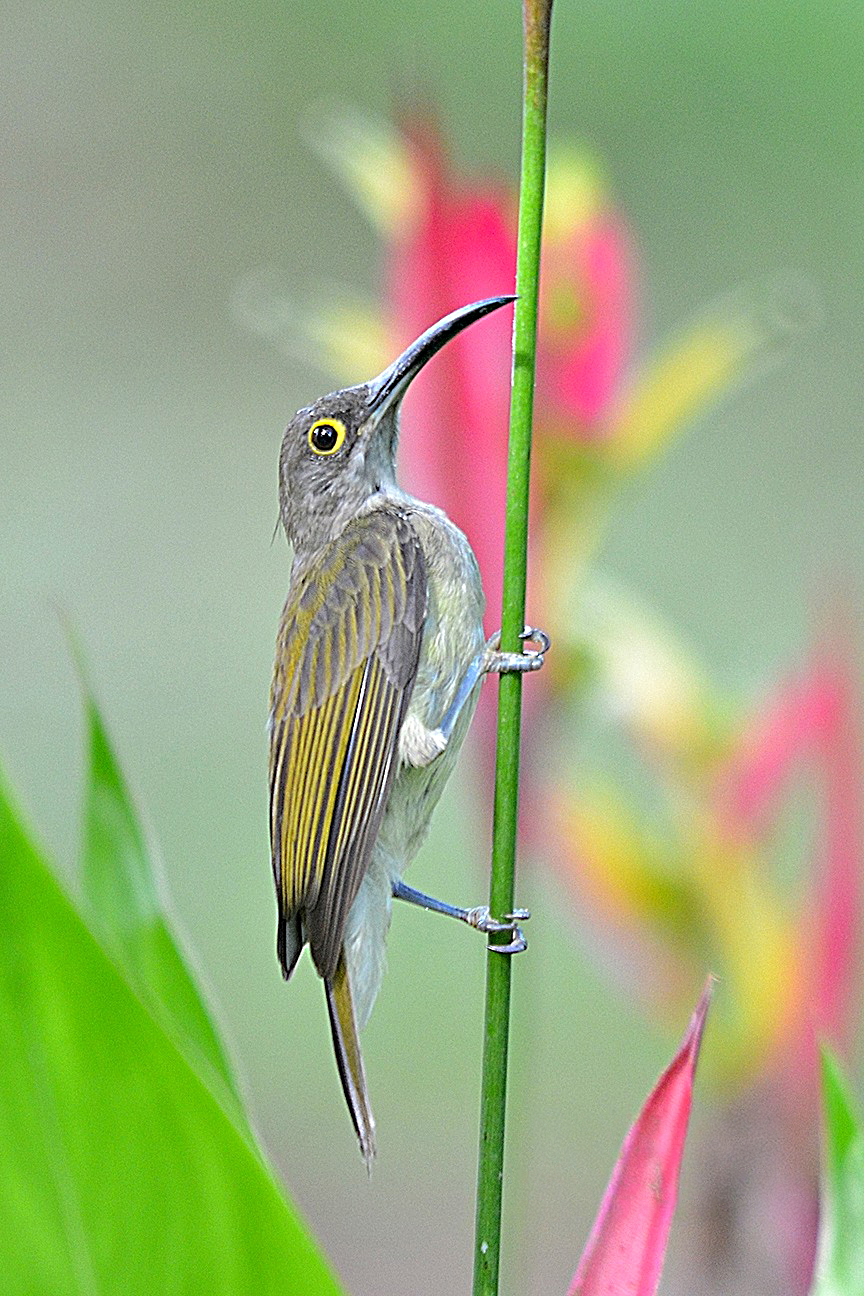